# Fort Armstrong (Illinois)

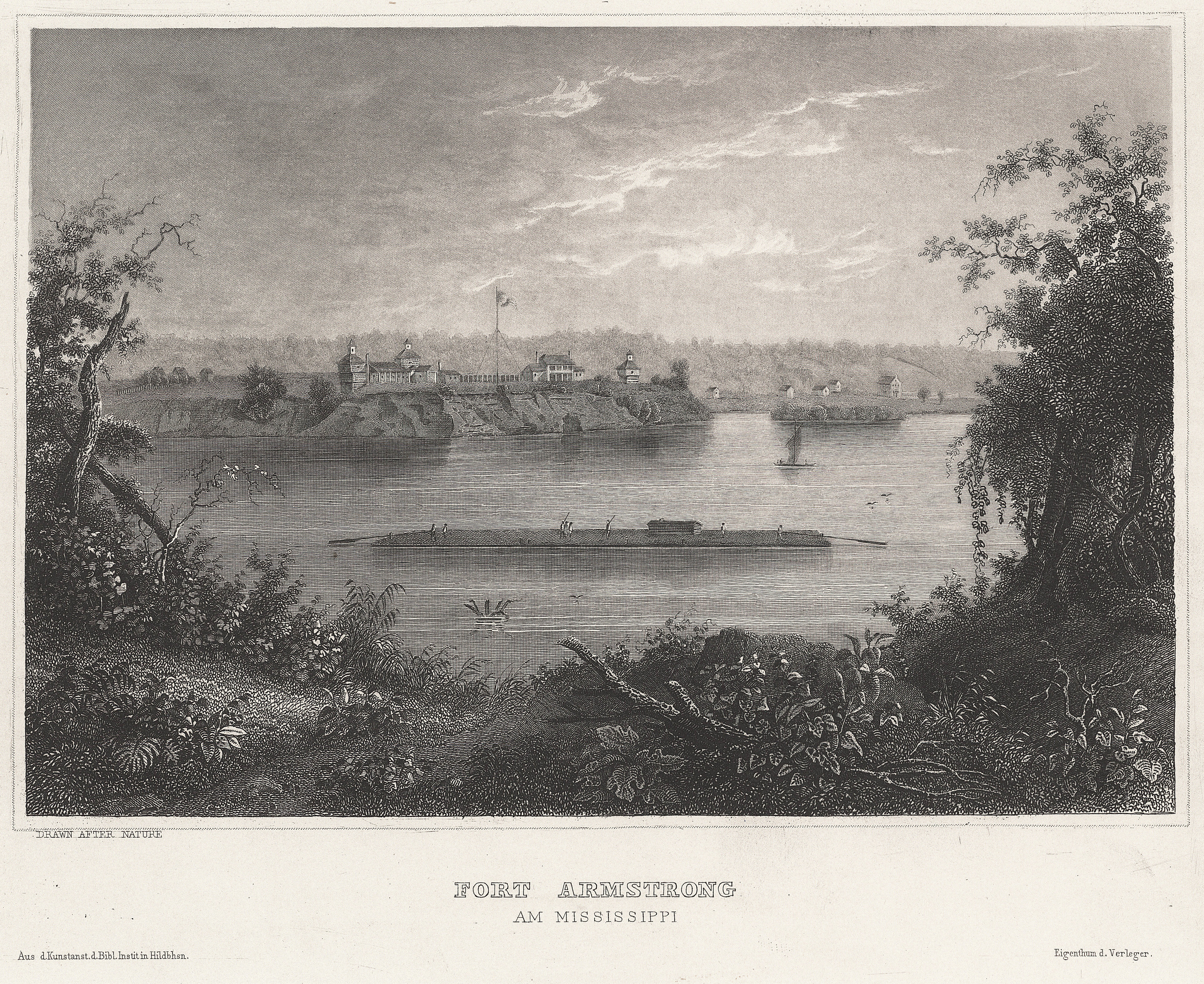
Fort Armstrong, Stahlstich um 1859

Fort Armstrong war ein Fort der Vereinigten Staaten im Bundesstaat Illinois. Es befand sich auf der Rock Island genannten Insel im Mississippi River. Heute liegt die Insel im Gebiet der nach ihr benannten Stadt Rock Island und wird nach wie vor militärisch genutzt. Auf dem ehemaligen Gelände des Forts befindet sich seit 1868 das Rock Island Arsenal, eine Einrichtung der United States Army.

## Geschichte

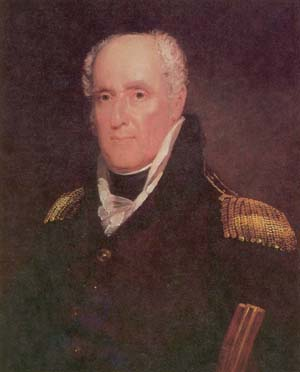
Der Namensgeber des Forts, John Armstrong junior

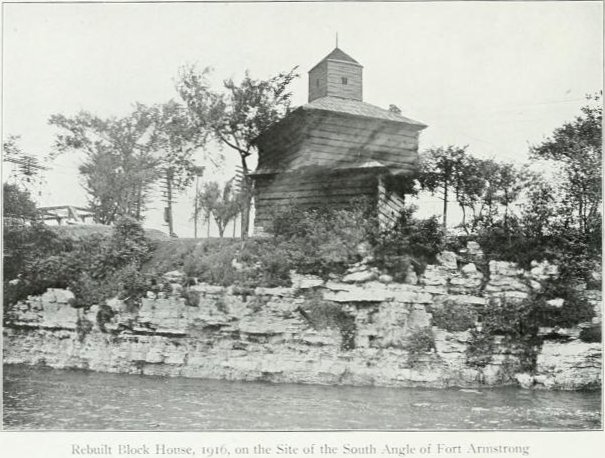
Das südliche Blockhaus, Nachbau von 1916

Der Errichtungsort des Forts geht auf die Empfehlung des amerikanischen Leutnants Zebulon Pike zurück, der 1805 den Auftrag erhielt, entlang des Mississippi nach strategisch günstig gelegenen Plätzen für den Bau von Forts Ausschau zu halten. Drei Jahre später brach der Britisch-Amerikanische Krieg aus, in dessen Verlauf 1814 die beiden westlichsten Schlachten des gesamten Krieges in unmittelbarer Nähe von Rock Island ausgetragen wurden. Die Lage an der Westgrenze und die direkte Nachbarschaft zum Indianer-Stamm Sauk führte 1816 zu dem Beschluss, auf der Insel Rock Island ein Fort zu errichten. Die Sauk, die das Gebiet östlich des Mississippi zwar noch bewohnten, es aber 1804 bereits an die amerikanische Regierung verkauft hatten, standen prinzipiell eher auf der Seite Großbritanniens. Mit einem Fort auf Rock Island sollte gegenüber den Indianern Stärke demonstriert werden. Die Insel erschien dafür geeignet, da zu diesem Zeitpunkt bis zu 11.000 Indianer in der Umgebung lebten.

### Errichtung und Lage
Am 10. Mai 1816 erreichten die ersten Soldaten die Insel und begannen mit der Errichtung des Forts. Seinen Namen erhielt das Fort Armstrong vom damaligen Kriegsminister der Vereinigten Staaten John Armstrong junior. 600 Soldaten und 150 Arbeiter waren am Bau beteiligt. Es wurde ausschließlich Stein- und Holzmaterial verwendet. Das Fort wurde am westlichen Rand der Insel errichtet, so dass es an zwei Seiten direkt an die bis zu 10 m über den Mississippi ragenden Kalksteinklippen heranreichte.

### Black-Hawk-Krieg
Nach der Fertigstellung blieben bis zu 200 Soldaten im Fort Armstrong stationiert. Zwischen 1824 und 1836 waren es nur noch weniger als 100 Soldaten. Das Fort bot Schutz für Siedler, die sich in seiner Nähe niederließen. Es diente auch zur Überwachung des Handels, den die Sauk mit anderen Stämmen und mit den Siedlern trieben. Gegen Ende der 1820er Jahre wurden die Sauk aufgrund des Vertrags von 1804 auf die Westseite des Mississippi umgesiedelt. Ein Häuptling, bekannt unter dem Namen Black Hawk, kehrte jedoch mit einigen Kriegern auf die Ostseite des Flusses zurück. Unter den Siedlern entstand Furcht vor den Indianern und der Gouverneur von Illinois John Reynolds entschloss sich, mit militärischer Stärke zu antworten. Die Auseinandersetzung mündete 1832 im Black-Hawk-Krieg.
Fort Armstrong war in diesem Krieg das Hauptquartier der amerikanischen Truppen. General Winfield Scott brach mit einer Verstärkungstruppe von 1.000 Soldaten nach Rock Island auf. Auf dem Weg brach in der Truppe allerdings die Cholera aus und lediglich 220 Soldaten überlebten den Marsch und erreichten das Fort. Dort gab es erneut einen Ausbruch der Krankheit und weitere 189 Soldaten starben in den folgenden Tagen. Sie wurden auf Rock Island beigesetzt. Fort Armstrong spielte im Kriegsverlauf eine weitere wichtige Rolle, als 1833 im Fort ein Friedensvertrag zwischen den Kriegsparteien unterzeichnet wurde.
Nach dem Ende des Black-Hawk-Kriegs wurde Fort Armstrong für das amerikanische Militär zunehmend überflüssig. 1836 wurden schließlich alle Truppen aus dem Fort abgezogen. In den folgenden Jahrzehnten verfiel das Fort mehr und mehr. Von 1840 bis 1845 diente es nochmals als Lager für Militärmaterial. Ein Feuer zerstörte große Teile des Baus im Jahre 1855. 1859 fielen die Reste des Forts einem weiteren Feuer zum Opfer. 1916 wurde zum Gedenken an das hundertjährige Jubiläum der Errichtung eines der Blockhäuser an seinem ursprünglichen Standort restauriert.

## Anlage

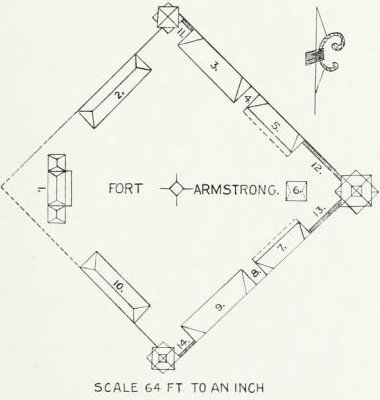
Grobe Skizze des Forts nach den Aufzeichnungen von Major M. Marston um 1819

Das Fort war rechteckig angelegt und jede Ecke zeigte in eine Himmelsrichtung. Im Norden, Süden und Osten bildeten Blockhäuser aus in der Nähe geschlagenen Holzstämmen die Eckpunkte der Außenwände, wobei das östliche Blockhaus größer angelegt war als die beiden anderen. Die Blockhäuser waren die Hauptbefestigung, jedes umfasste zwei Stockwerke, von denen das obere um 45 Grad versetzt war, so dass jedes Blockhaus Wände in 8 Richtungen besaß. Jede dieser Wände war mit Schießscharten ausgestattet, die sogar mit Kanonen bestückt werden konnten. Die Dächer der Blockhäuser wurden als Ausguck benutzt.
Jede Seite des Forts maß 270 Fuß (etwa 82 Meter). Im Fortinneren befanden sich zwischen den Blockhäusern Baracken, deren Außenwände gleichzeitig die Außenwand des Forts bildeten. Zwischen den Gebäuden wurden die Lücken mit einer Mauer geschlossen, deren unterer Teil (4 Fuß) aus Stein bestand und dann bis zur Höhe der Baracken mit Holzstämmen fortgesetzt wurde. Im Westen des Forts, direkt am steilen Felsrand der Insel, befand sich das zweistöckige Hauptgebäude des Fortkommandos. Dieses Gebäude hatte eine Fläche von 20 × 30 Fuß und besaß an den Seiten noch kleinere, einstöckige Anbauten.
Weitere Gebäude im Inneren des Forts waren die Offiziersquartiere sowie eine Krankenstation. Außerdem gab es eine aus Stein errichtete Waffen- und Pulverkammer, die soweit abgesenkt war, dass der natürliche Fels der Insel ihren Boden bildete. In der Mitte des Forts befand sich ein Fahnenmast. Es gab zwei Eingänge ins Fort, jeweils mittig auf der südöstlichen und nordöstlichen Seite gelegen.